# Rome (Illinois)
Rome is een plaats (census-designated place) in de Amerikaanse staat Illinois, en valt bestuurlijk gezien onder Peoria County.

## Demografie
Bij de volkstelling in 2000 werd het aantal inwoners vastgesteld op 1776.

## Geografie
Volgens het United States Census Bureau beslaat de plaats een oppervlakte van 4,9 km², geheel bestaande uit land. Rome ligt op ongeveer 141 m boven zeeniveau.

## Plaatsen in de nabije omgeving
De onderstaande figuur toont nabijgelegen plaatsen in een straal van 16 km rond Rome.